# 'Abd al-Salām al-'Uŷaylī
'Abd al-Salām al-'Uŷaylī (árabe: عبد السلام العجيل; Raqqa, Siria; 1918-Raqqa, Siria; 5 de abril de 2006), a veces transliterado Abd al-Salam al-Ujayli o Abdel Salam al-Ujayli, fue un destacado escritor sirio, así como una figura literaria prominente del mundo árabe. Cultivó varios géneros literarios, escribió más de 45 libros, así como también artículos científicos. Su obra ha sido traducida a más de doce idiomas (entre ellos francés, inglés, italiano, ruso, castellano). También fue miembro del parlamento sirio, y ocupó varios cargos ministeriales como el de cultura, relaciones exteriores e información.

## Biografía
'Abd al-Salām al-'Uŷaylī nació hacia 1918 en Raqqa, ciudad al norte Siria, ubicada en la margen del Éufrates, cerca de Alepo. Nació en el seno de una familia que llegó a asentarse en Raqqa durante la dominación turca en la cual hubo poetas y narradores que influyeron en el joven 'Abd al-Salām a interesarse por la literatura. De joven contribuyó a las actividades agropecuarias de su familia, y decidió estudiar medicina en la Universidad de Damasco, a pesar de que su padre prefería que estudiase derecho, graduándose en 1945.
Desde temprana edad se interesó en la literatura, y en 1936 la revista literaria egipica Al-Risāla le publica su cuento titulado Nūman, tras el cual continua publicando usando diversos seudónimos. Sin embargo, al-'Uŷaylī se dio a conocer en el mundo de la literatura tras haber sido ganador del primer concurso de cuentos en 1943 convocado por la revista siria al-Sabāh por su cuento Unas gotas de sangre.
Participó activamente en la política siria. En 1947 es elegido diputado por Raqqa, siendo el miembro más joven del parlamento en ese momento. En 1948, tras la crisis del gabinete sirio, el presidente Shukri al-Quwatli le pide al expresidente Hashim al-Atasi crear un gobierno de unidad nacional, en el cual participaría al-'Uŷaylī como ministro de relaciones exteriores, sin embargo este gabinete no se materializa. Ese mismo año, al-'Uŷaylī renuncia a su puesto parlamentario para unirse al ejército árabe Al Inqath como doctor para apoyar la causa palestina en la guerra árabe-israelí de 1948, pasando varios meses en el frente de guerra. La experiencia de la guerra influye notablemente en al-'Uŷaylī que decide escribir sobre la pérdida de Palestina. En 1954 escribe Linternas de Sevilla y en 1958 publica su primera novela Sonriendo ente lágrimas.

## Obras
- Narrativa
  - La hija de la bruja (بنت الساحرة, Bint al-sāḥira, 1948)
  - El reloj del teniente (ساعة الملازم, Sā'at al-mulāzim, 1951)
  - Linternas de Sevilla (قناديل اشبيل, Qanādil Išbīliyya, 1954)
  - Historias de viajes (حكايات من الرحلات, Hikāyāt min al-riḥlāt, 1954)
  - El grano y el aliento (الحب والنفس, Al-Hubb wa-l-nafs, 1959)
  - El traidor (الخائن, al-Jā'in, 1960)
  - Invitación al viaje (دعوة إلى السفر, Da'wat ilà-l-safar, 1963)
  - Mujeres y caballos (الخيل والنساء, Al-Jayl wa-l-nisā', 1965)
  - Historia de los locos (حكاية مجانين, Hikāyāt mayānīn, 1973)
  - Los tres colores del amor (ألوان الحب الثلاثة, Alwān al-ḥubb al-ṯalāṯa, 1975)
  - Historias de médicos (حكايات طبية, Hikāyāt ṭibbiya, 1986)
  - La muerte de la amada (موت الحبيبة, Mawt al-Ḥabība, 1987)
  - Una desconocida en el camino (مجهولة على الطريق, Maŷhūlat 'alà-l-ṭarīq, 1997)
- Novela
  - Sonriendo ente lágrimas (باسمة بين الدمو, Bāsima bayn al-dumū, 1958)
  - El Caballero de Alcántara, relato andalusí (فارس مدينة القنطرة, Fāris madīnat al-Qanṭara, 1971)
  - Corazones sobre los cables (قلوب على الأسلاك, Qulūb 'alà-l'aslāk, 1973)
  - Las ensangrentadas flores de Octubre (أزاهير تشرين المدماة, Azāhir tišrīn al-mudammāt, 1977)
- Poesía
  - Las noches y las estrellas (الليالي والنجوم, Al-Layālī wa-l-nuŷūm, 1951), Dar mayallat al-adib, Beirut.
- Ensayos
  - Repele el mal con algo que sea mejor (ادفع بالتي هي أحسن, Idfa'bi-l-latī hiyya aḥsan, 1998)

- Datos: Q2889956
- Multimedia: Abd al-Salam al-Ujayli / Q2889956